# Wolverine n.º 340
Wolverine n.º 340 es un municipio rural canadiense situado en la provincia de Saskatchewan.

## Superficie
Wolverine n.º 340 tiene una superficie de 828,06 km².

## Demografía
En 2021, tenía 511 habitantes, una densidad poblacional de 0,6 hab./km², y 222 viviendas.